# 丹生酒殿神社

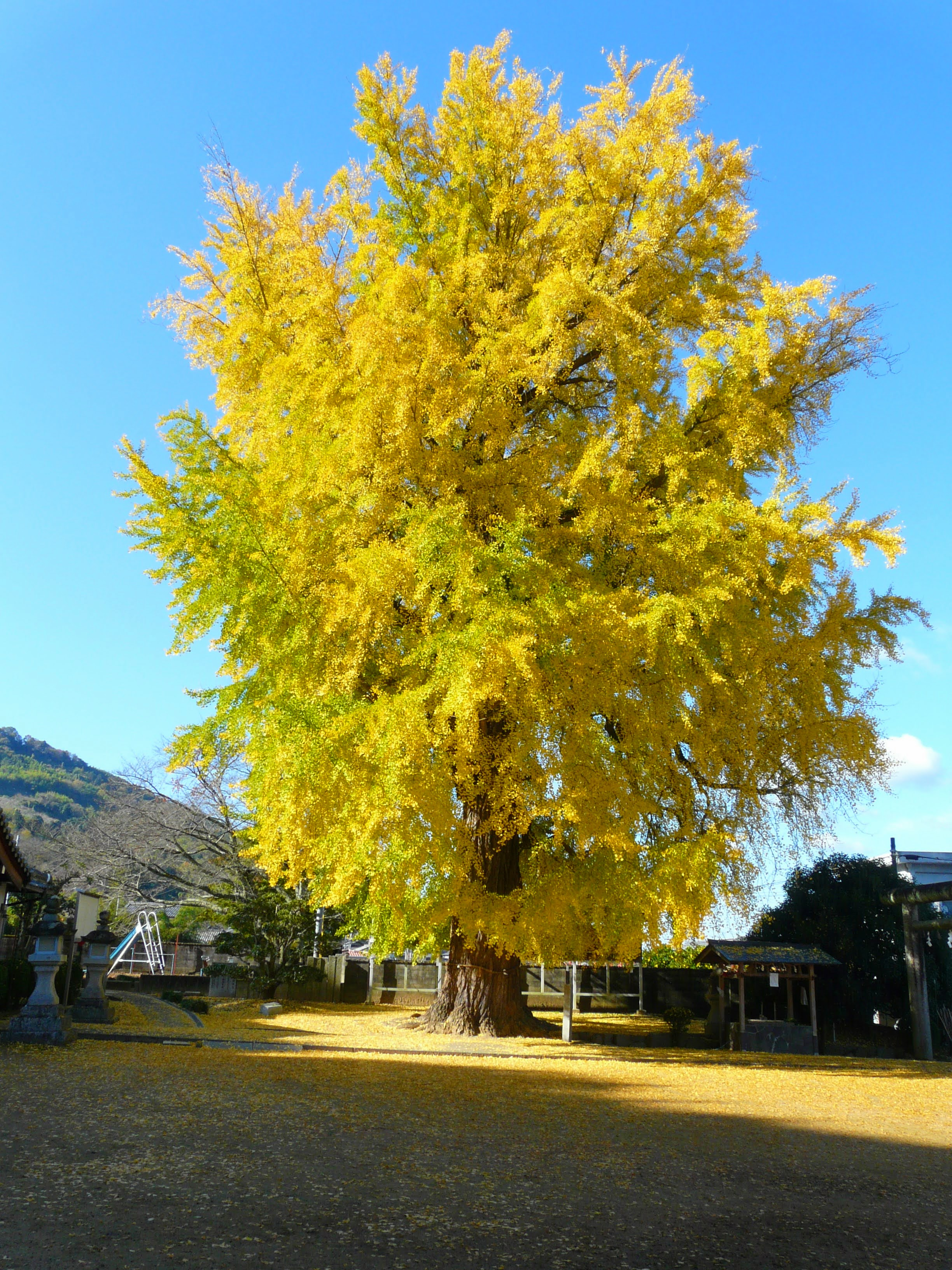
丹生酒殿神社の御神木の大銀杏

丹生酒殿神社（にうさかどのじんじゃ）は、和歌山県伊都郡かつらぎ町三谷に鎮座する神社。高野山の麓、紀の川のほとりに位置し、境内社の鎌八幡宮は、御神木に鎌を奉献（刺し）し願掛けをする信仰があり、また高野参詣道の一つの「三谷坂」の起点であることでも知られている。
国の史跡「高野参詣道」を構成する資産として、丹生酒殿神社を含む「三谷坂」が指定されている。
世界遺産「紀伊山地の霊場と参詣道」を構成する資産「高野参詣道」の一つとして、丹生酒殿神社を含む「三谷坂」が登録されている。

## 概要
丹生酒殿神社は、丹生惣神主家伝来の天野大社周辺絵図（高野山大学所蔵）や高野山絵図などで、高野参詣道の三谷坂の登り口辺りに描かれている。丹生都比売神社への参詣道であり高野参詣道の一つの三谷坂の起点に位置し、三谷坂は、丹生酒殿神社辺りに住んでいた丹生都比売神社惣神主が丹生都比売神社へ通うために通ったのが起源といわれる。「紀伊国名所図会」に「當社を天野摂社随一として」とある。また「紀伊続風土記」には「揔神主歩初と號し三谷大明神へ社参し」とあり、「随一」「大明神」という記述から、丹生都比売神社にとって丹生酒殿神社が重要な位置にあったと示されている。また、丹生都比売神社が山上（中腹）に位置し、丹生酒殿神社が麓に位置する事や、先述した丹生都比売神社惣神主が住んでいた事などから、丹生都比売神社は山宮（中宮）に相当し、丹生酒殿神社は里宮に相当すると推定され、また社伝によると、天ノ社（現、丹生都比売神社）の惣神主が当社で祭祀を行っていた記録が残り、かつて丹生酒殿神社は現状で考えられる以上の重要な地位であった、または元宮（丹生都比売大神降臨地）として重視されていたと考えられている。
丹生酒殿神社は、丹生都比売大神が榊の枝を持って降臨した地とされるが、丹生大明神神告門（にうだいみょうじんのりと）によると、「丹生津比咩の大御神が高天原から最初に降りたところを紀伊國伊都郡奄太村の石口」としるされ、紀伊続風土記では「天降りし地は今三谷村榊山酒殿社其所なり。石口は麓の意なり」とある。このことから、丹生都比売大神の最初の降臨地が丹生酒殿神社であるとされている。また具体的な降臨の地としては、紀伊続風土記によると、境内後方にある榊山を超えた谷にある七尋滝に降臨したとされ、この滝は長さは一丈ほどでありながら、滝壺は六尺の深さがあり、夏の祈雨のさいには、必ずこの地で行われるとある。これらのことからも、この地は重要な地であり、丹生都比売神社とも深い関係があったとされている。
かつて丹生都比売神社の惣神主が丹生酒殿神社で祭祀を行っていたが、近世の史料によると丹生酒殿神社で概ね次のような年中神事が行われていたとされる。
- 正月2日 - 丹生都比売神社の惣神主が丹生酒殿神社の御影向殿に詣でる。
- 2月、8月、11月 - 丹生都比売神社での祭祀のため、紀の川で垢離を行い、その後、丹生酒殿神社で祝詞をあげる。
- 6月晦日 - 丹生都比売神社惣神主と丹生酒殿神社社家4人が三谷村石口谷で早苗降とよばれる名越祓（夏越の祓）滝祭を行い、その後、丹生酒殿神社で御供献備し、祝言奉弊を行ったあと、惣神主以下、御供所で早苗降帰の式を行う。

また神主が社人6名と共に宮の滝とよばれる滝で胡瓜を供する。この供えられた胡瓜を、村の子供達が食べると疱瘡の症状が軽減し、河童の患いから免れられたと信じられていた。
- 9月21日 - 丹生酒殿神社で、御供献備、祝詞、奉弊が行われる。
- 10月 - 丹生都比売神社惣神主が御神酒を丹生酒殿神社に献じる。（これは当社の酒殿の名の由来にも関する神事である。）

この他にも、4月、5月に丹生都比売神社惣神主が丹生酒殿神社で祭を行うと、三谷村酒殿大明神由緒並びに竈門屋敷境内目録帳に記されている。
以上の年中行事からも、かつて丹生酒殿神社は丹生都比売神社と祭祀を行うにあたって結びつきが強く、里宮に相当していたことがうかがえる。
神仏分離令による廃仏毀釈がされるまで境内に、別当護摩院（榊山福林寺）があった。紀伊続風土記によると、本尊は不動像で、七尋の滝から出現した、もしくは空海による自作と伝わる。また本地堂（本尊：弥勒菩薩）、宝蔵、護摩堂、釣鐘堂があり、鐘銘に神降山との山号があった。また高野山より当時へ護摩料として3石が附されていたと記されている。廃寺された跡地は、臨降小学校（三谷小学校の前身）に転用された。

### 境内
参道に、一の鳥居、二の鳥居、境内入口に、三の鳥居が建つ。境内には御神木の大銀杏があるが、社伝によると樹齢800年と伝わる。環境省による、2000年に報告されている巨樹・巨木林調査報告によると、当神社の大銀杏は樹齢300年以上、幹周り526センチ、高さ25メートル、健全度は良好とある。但し、この調査報告を作成するための調査票における樹齢区分では、300年以上の樹齢は全て「樹齢300年以上」に区分されているため、この調査報告による実際の詳細な樹齢は判別できない。大銀杏は11月初旬頃から紅葉し始め、11月末頃から12月初旬にかけ落葉した葉が境内を覆い黄色に染まる事で知られる。また紅葉時期には銀杏のライトアップが行われている。社殿は割拝殿風の社務所兼拝殿、本殿が3殿が建つ。拝殿前に、1804年（文化元年）世界で初めて乳癌の手術に成功したといわれる華岡青洲が、1834年（天保5年）74歳の時に寄進したとされる石燈籠がある。鎌八幡宮が当社に合祀（後述する）されたときに兄井村（現、和歌山県伊都郡かつらぎ町大字兄井）から移された高さ約2メートルの石灯籠で、「施主華岡随賢」「永代常夜灯」「天保五年甲午5月」の銘がある。施主名の華岡随賢については、華岡青州が使っていた別名とされる。拝殿より左方に摂社榊山神社、本殿後方の境内地に、摂社鎌八幡宮があり、鎌八幡宮の御神木に鎌を奉献（刺し）し願掛けをする信仰がある。境内後方の榊山では、同神社に伝わる三谷の笹踊りに使用する竹が自生し、榊山を越えた谷に丹生都比売大神が榊の枝を持って降臨したとされる七尋の滝がある。

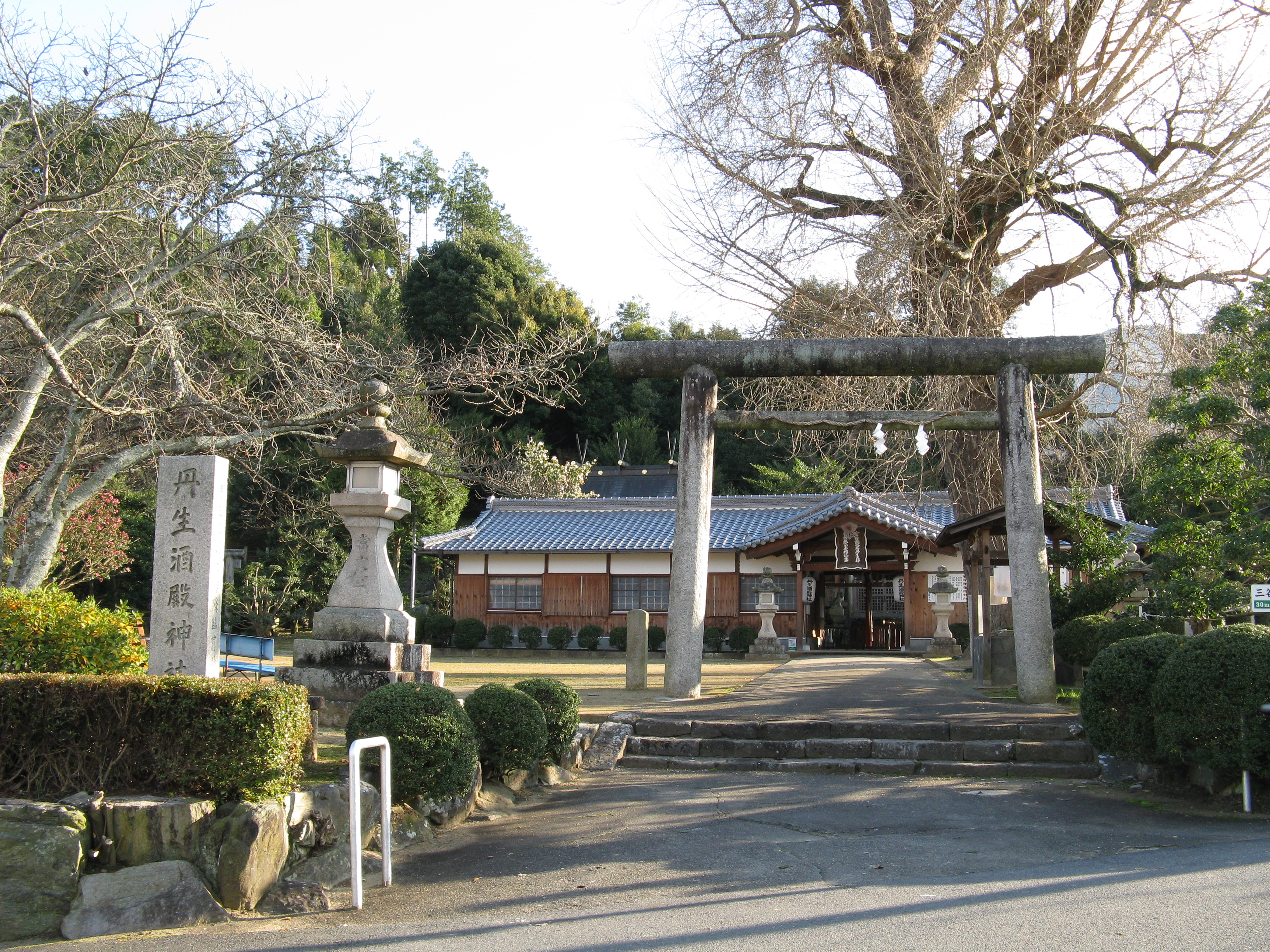
境内入口鳥居
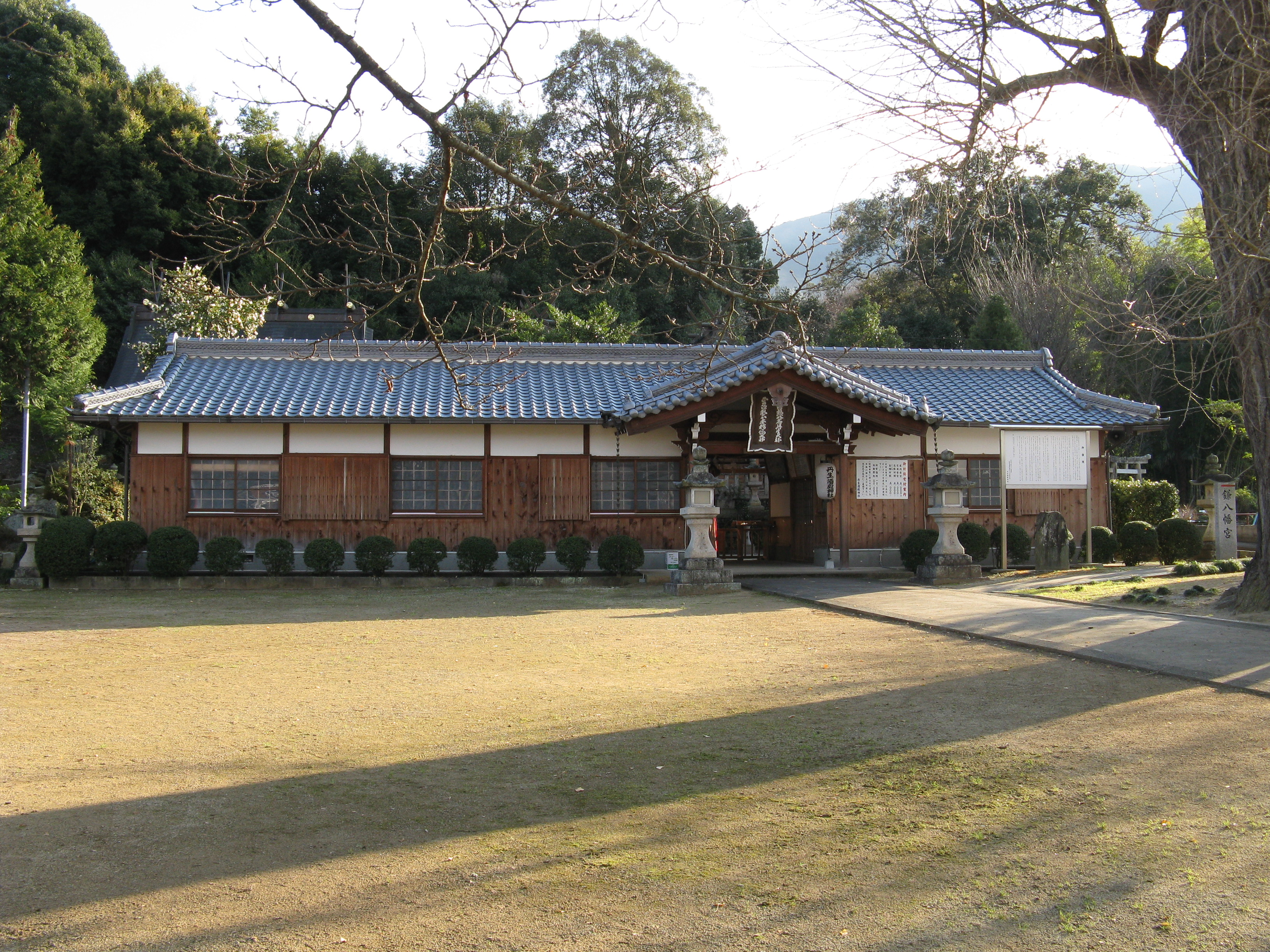
社務所兼拝殿
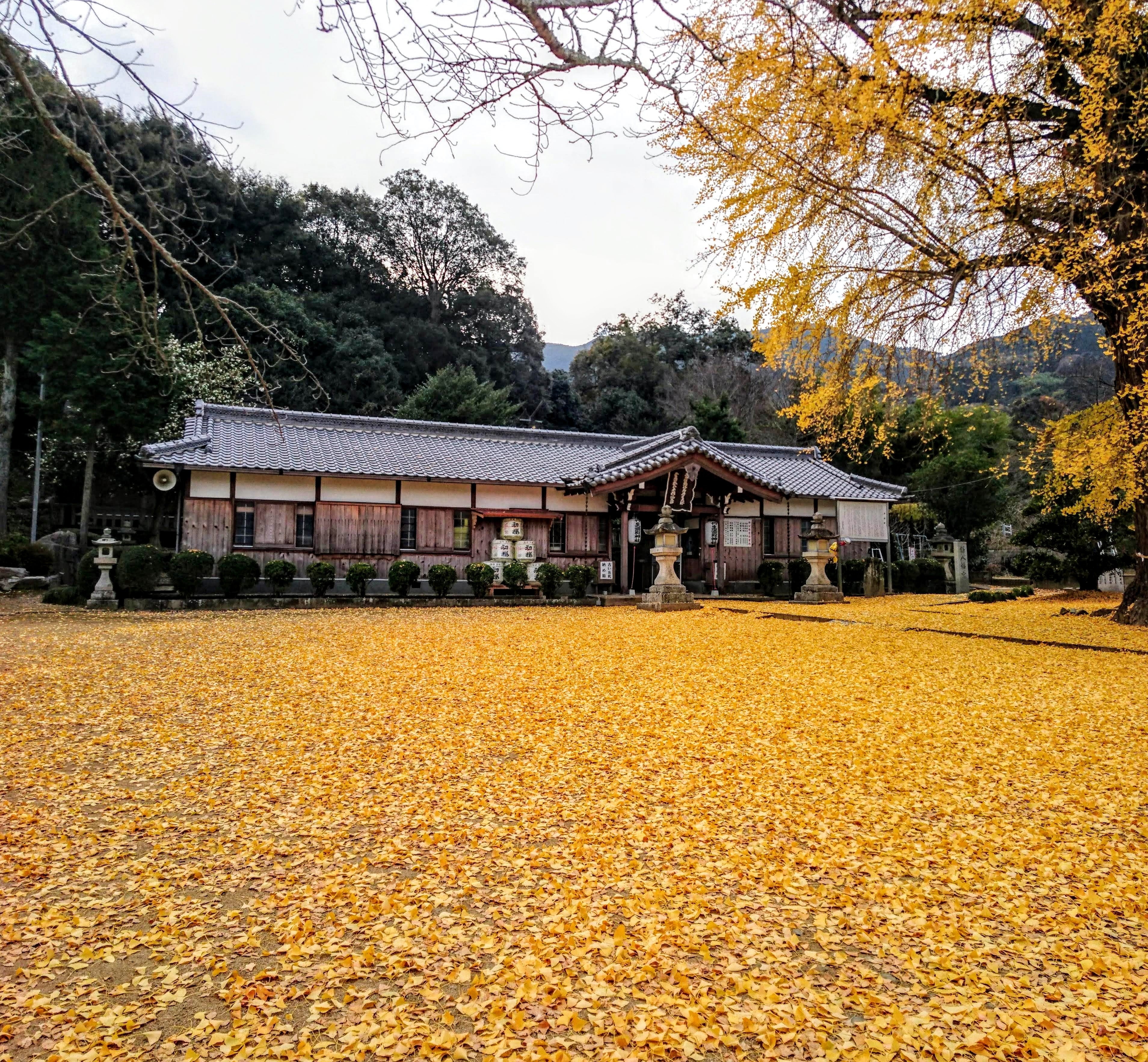
大銀杏落葉で黄色に染まる境内
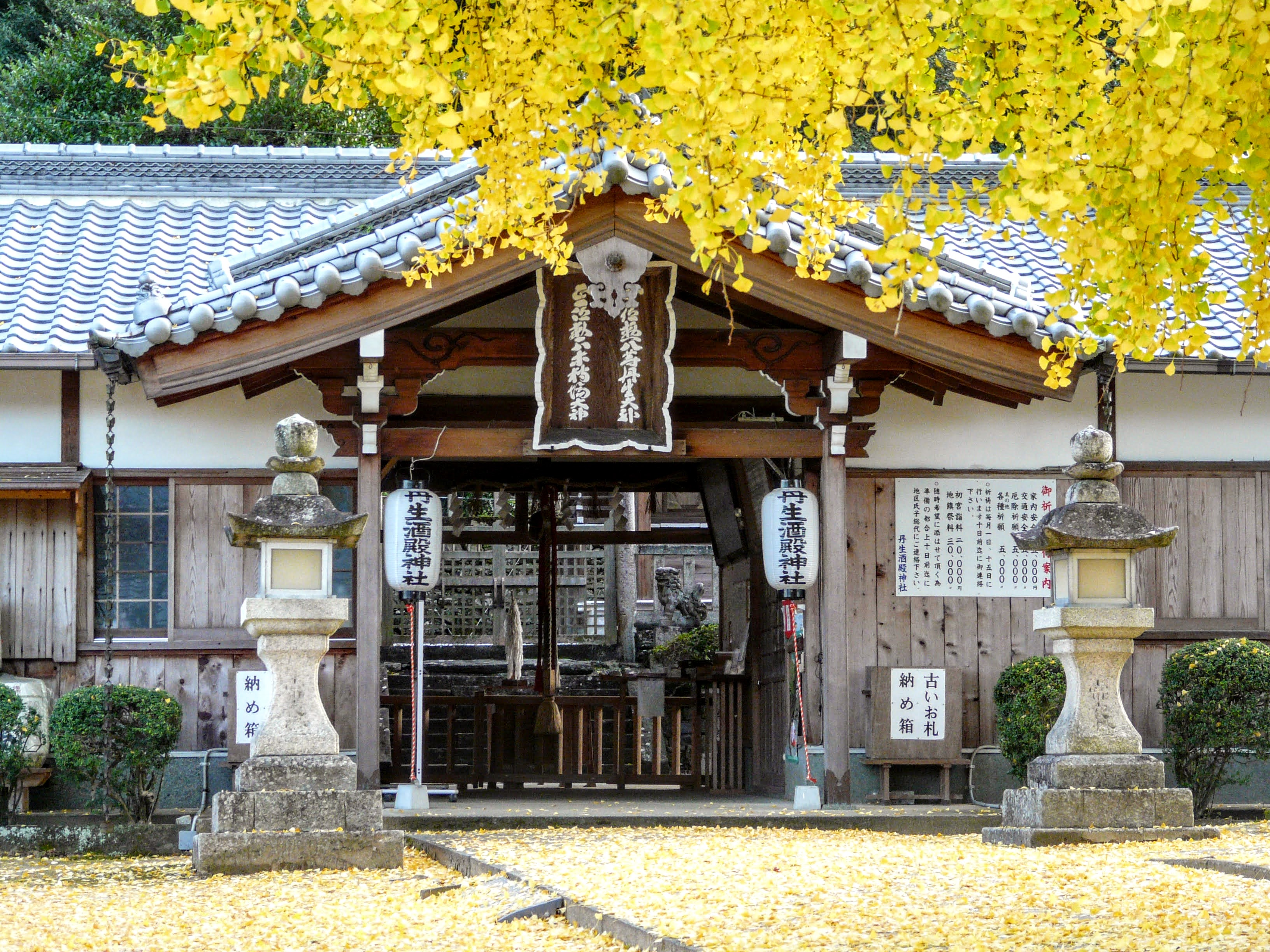
丹生酒殿神社拝殿と銀杏
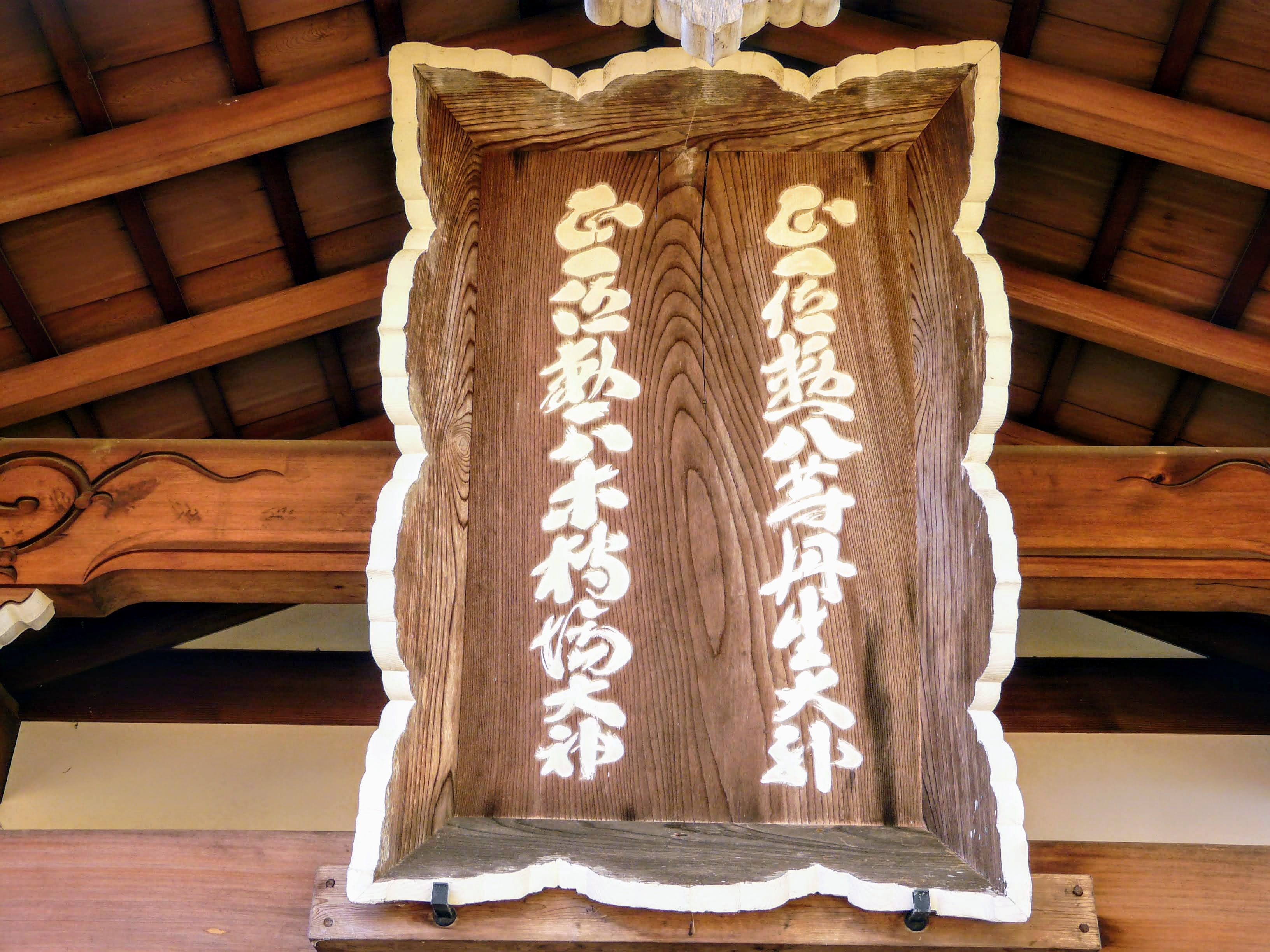
丹生酒殿神社扁額
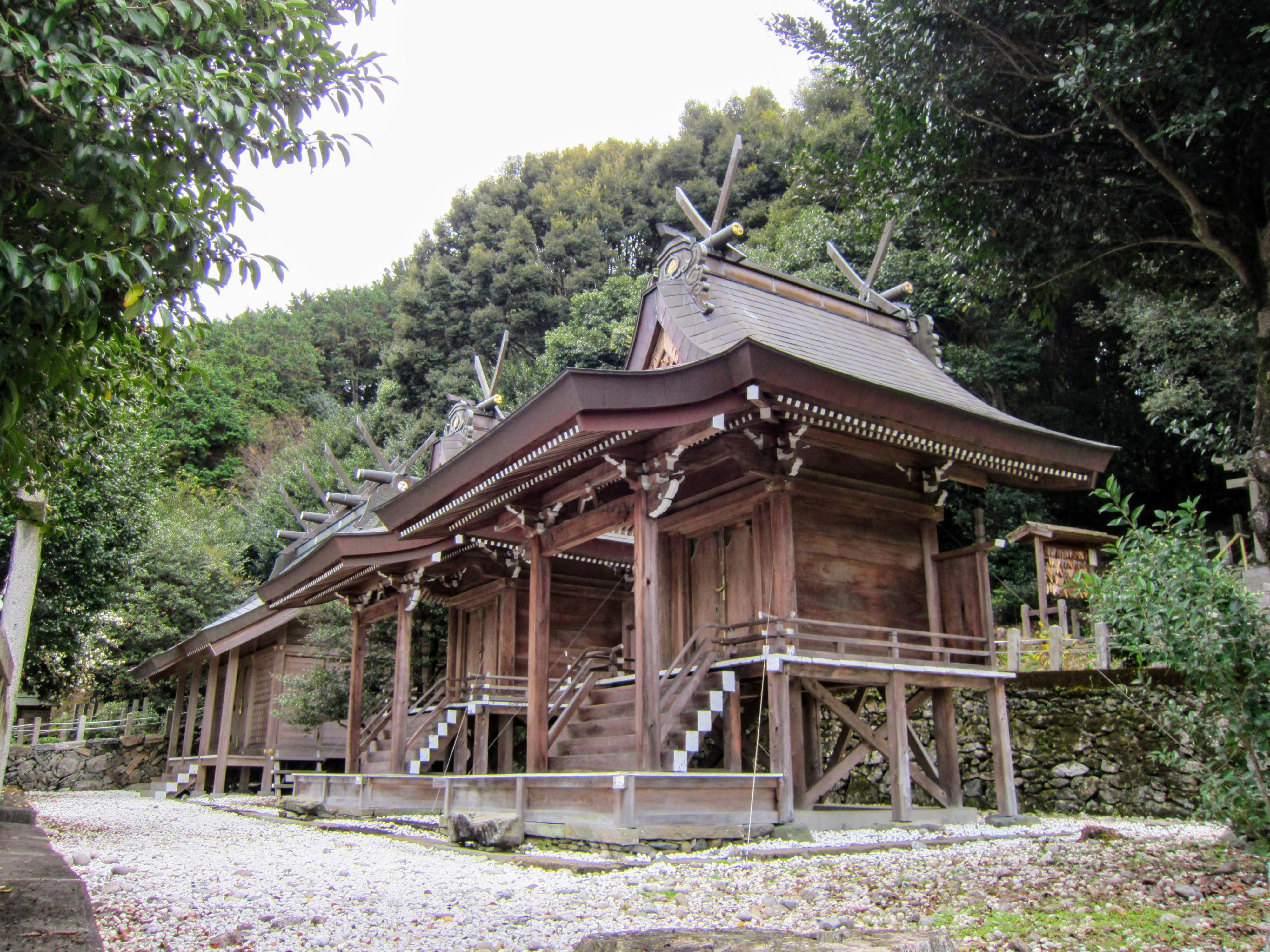
丹生酒殿神社本殿

### 由緒
丹生都比売大神が降臨したと伝わる榊山の麓に鎮座する。社伝によると、榊山一体は、原初、先祖霊を祭祀する聖域だったと伝わる。神代の昔、三谷の裏山（榊山）に、丹生都比売大神が降臨し、丹生都比売大神の御子神の高野御子大神と百二十の眷属を従え降臨し、共に大和地方や紀伊地方を巡幸し人々に農耕や機織り、糸紬ぎ、煮焚等の衣食に関わる事を教え、最後に天野に鎮座したとされ、丹生都比売大神が紀ノ川の水で酒を醸した事で、丹生酒殿神社と呼ばれるようになったと伝承される。あるいは榊山の地主神である竈門明神が酒を造り、初めて神前に供えたからとも伝わる。「紀伊続風土記」には「大和丹生川より榊を持して、この地七尋滝（境内裏手）に降臨された」と記されている。かつて皇室からの尊崇が厚く、応神天皇からは御神領、後嵯峨天皇から位階勅状、後醍醐天皇からは和泉国木島荘園（現、貝塚市）寄進の綸旨、1334年（建武元年）には和泉国麻生郷（現、貝塚市）を祈祷田とする綸旨を賜ったと伝わる。また鎌倉時代、江戸時代に造営時、領主や藩主から幣帛料を受けたと記録に残る。
政府の小社合併制作により、909年（明治42年）に兄井村（現、和歌山県伊都郡かつらぎ町大字兄井）に鎮座する鎌八幡宮を合祀。この時、鎌八幡宮横の諏訪明神社も同時に合祀されている。1935年（昭和10年）に丹生都比売神社の摂社として合併されるが、戦後に独立し、現在に至る。

### 祭神
社殿に向かって右より
- 小祠：諏訪明神、八王子神

- 右座：丹生都比売大神（丹生明神） : 天照大御神の御妹神とされ、稚日女命ともいわれる[14]。
- 中座：高野御子大神 : 丹生都比売大神の御子神。狩場明神ともいわれる。高野山の名称は、この名が由来と伝わる[14]。
- 左座：誉田別大神 : 鎌八幡宮祭神として配祀されている[14]、市杵島比売大神（厳島明神）。

### 笹踊り
毎年8月16日に、笹に短冊で飾りを付けて踊りが奉納される。「酒」を「ささ」とよぶことから、笹（ささ）は酒を意味するとされる。

## 境内社

### 鎌八幡宮
概要
- 祭神：誉田別大神
- 元は讃岐国多度郡屏風浦（現、香川県仲多度郡多度津町）に鎮座する熊手八幡宮から、弘法大師が高野山に勧請したと伝わる[14]。勧請元の熊手八幡宮は弘法大師が自身の産土神としていた。その由縁は、弘法大師の母、玉依御前がその地の産土神である熊手八幡宮に子宝授与を祈願し弘法大師を身ごもった[15]、あるいは、玉依御前が大師を身ごもられた時、安産祈願のために参拝したなどと伝承されている[16]。明治維新後の神仏分離のおりに、兄井村（現、和歌山県伊都郡かつらぎ町大字兄井）へ遷座し鎌八幡宮（以後、「元宮の鎌八幡宮」と表記する）として祀られ、1909年（明治42年）に丹生酒殿神社に合祀され摂社、鎌八幡宮として祀られた[14]。無病息災、子宝や安産祈願、受験等、諸々の願かけの御利益があるとして広く信仰され、昔は大和（奈良県）、河内（大阪府）の信者も多かったと伝えられている[14]。丹生酒殿神社参道の二の鳥居は、元宮の鎌八幡宮から移されたと考えられ、合祀時に元宮の鎌八幡宮御神木に奉献（刺さっていた）されていた鎌を二の鳥居下に埋めたと伝わる。また摂社鎌八幡宮御神木前の石鳥居も、合祀時に元宮の鎌八幡宮から移されたもので、柱後方に「文化六巳年建立」「金光院真尊謙上」の銘がある。金光院は高野山一心谷にある行人方の格式ある寺である[17]。

#### 願掛け（御神木への鎌の奉献）
- 本殿後方の境内地に鎌八幡宮の御神体である御神木の櫟樫（イチイガシ）があり[18]、御神体である御神木に鎌を奉献（刺す事）し願掛けしていた事で知られる。但し、願掛けは、ポジティブな願いである心願成就等に関してのみであり、ネガティブな怨恨、縁切り等の願掛けは受け付けていない[19]。また、2017年（平成29年）より御神木の保護の為、鎌を刺しての願掛けは行われておらず、絵馬による願掛けのみとなっている[20]。鎌の奉献による願掛けは、1839年（天保10年）に紀州藩により編纂された「紀伊続風土記」に「祈願の者鎌を櫟樹に打入れ是を神に献すといふ 祈願成就すへきは其鎌樹に入ること次第に深く叶はさる者は落つといふ 」と記され[21]、願い事がある者が御神木の櫟樫（イチイガシ）に鎌を打ち込み奉献し、鎌が深く入っていくと願いが叶い、鎌が落ちてしまうと願いは叶わないとされる。

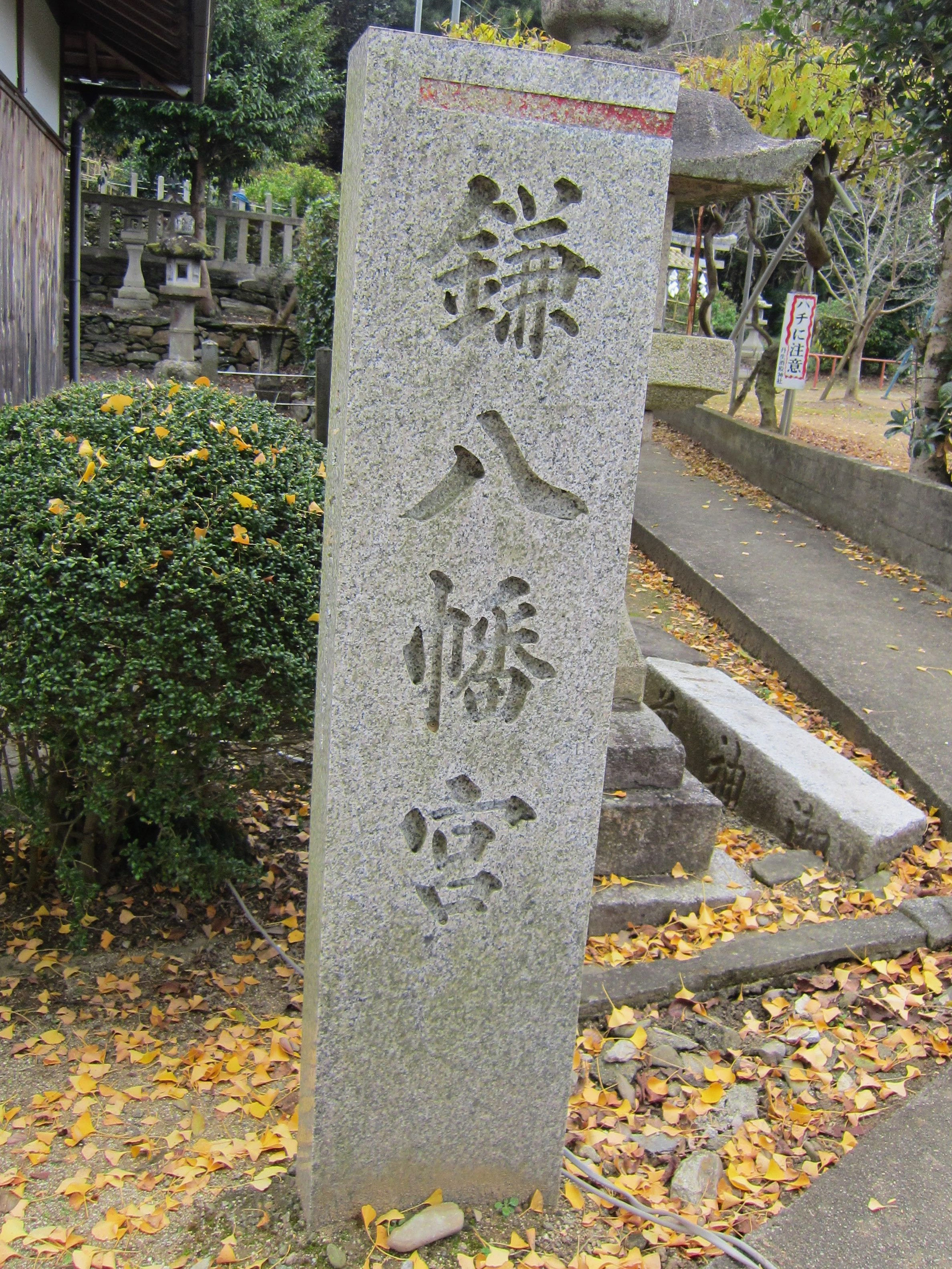
社号標
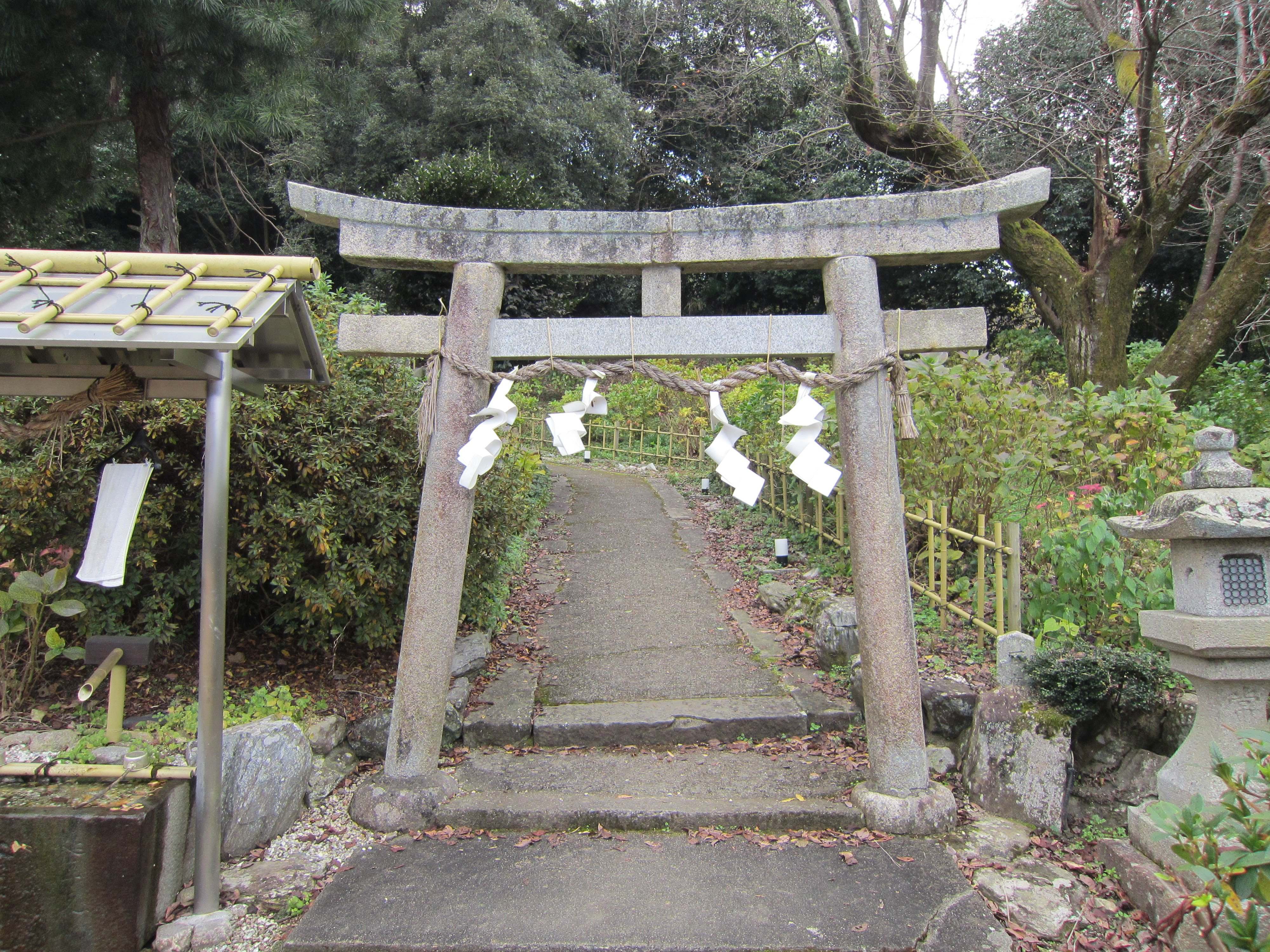
鎌八幡宮参道鳥居
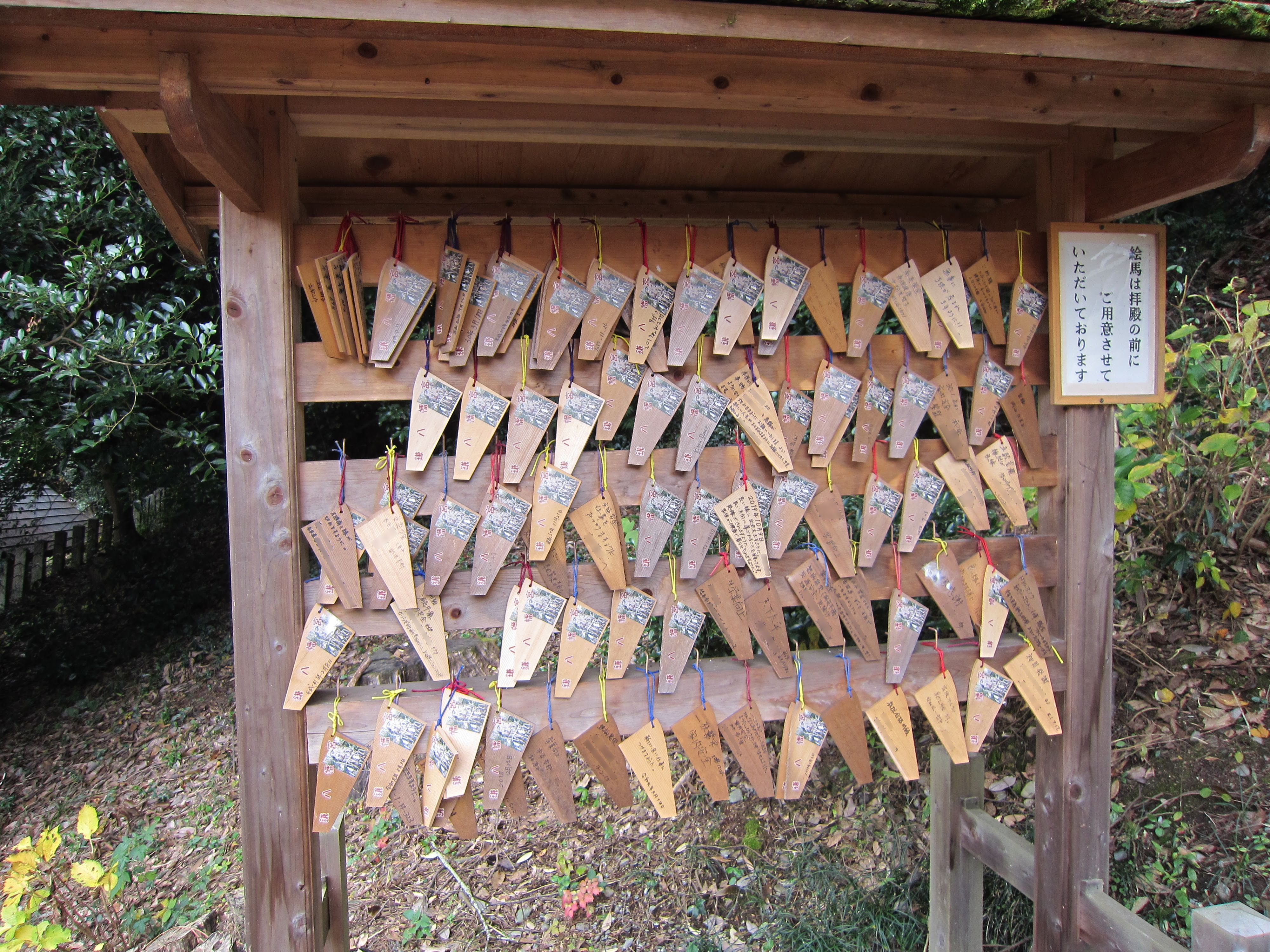
鎌八幡宮絵馬
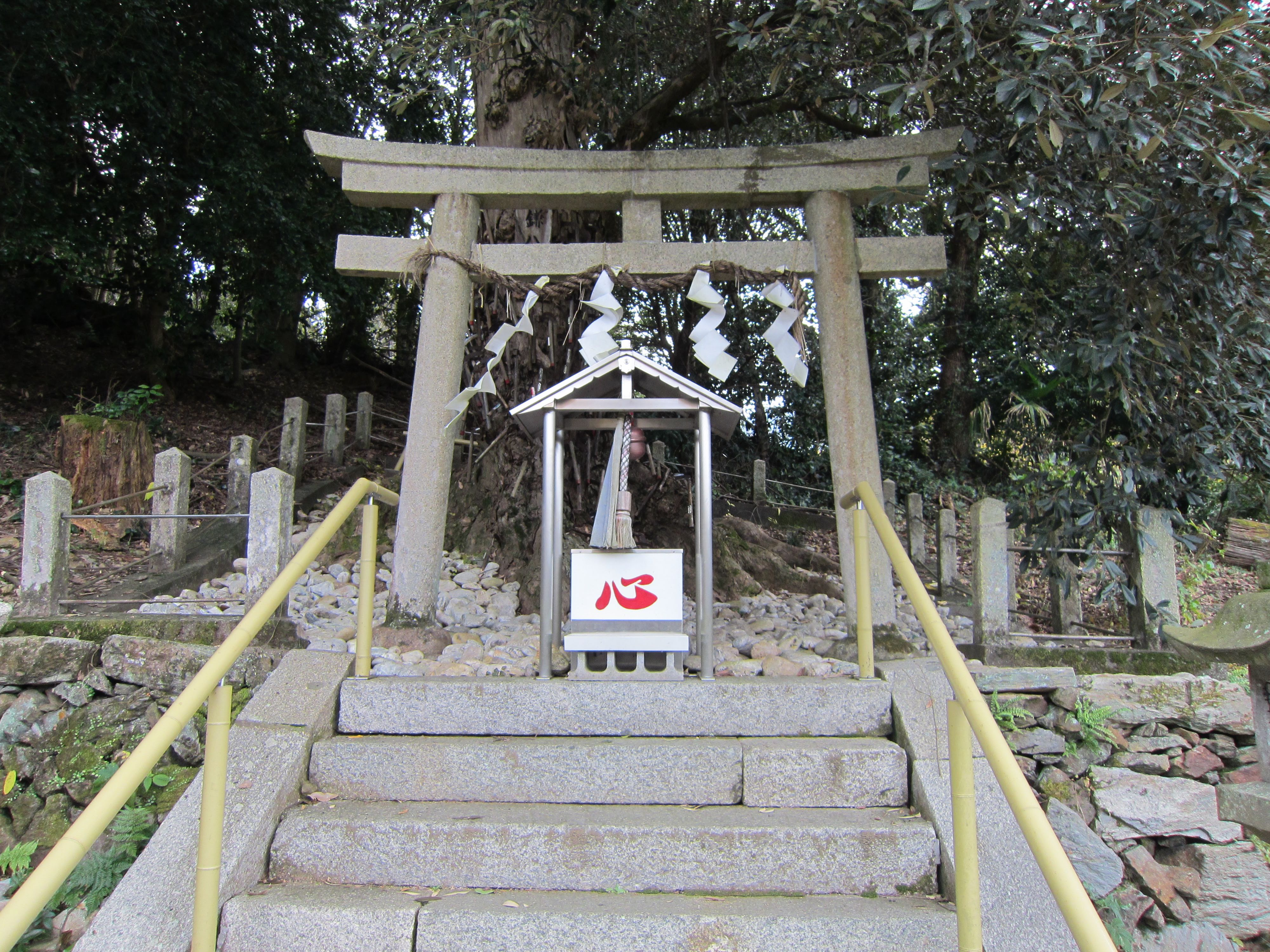
御神木前鳥居
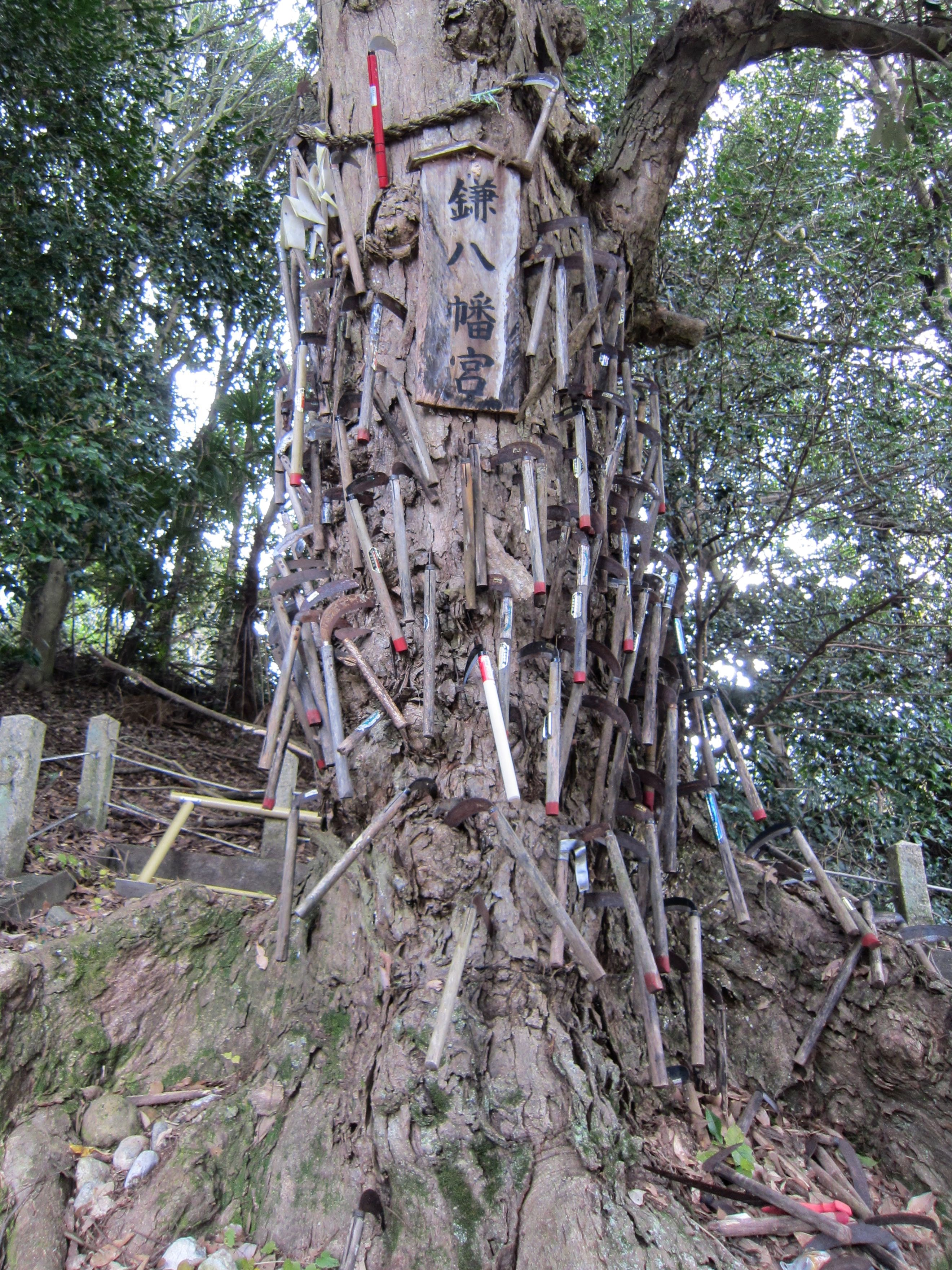
御神木への鎌の奉献

### 榊山神社
近隣地区の護国の英霊を56柱を祀る。鳥居横に合祀されている護国の英霊の名を刻んだ石碑が建つ。

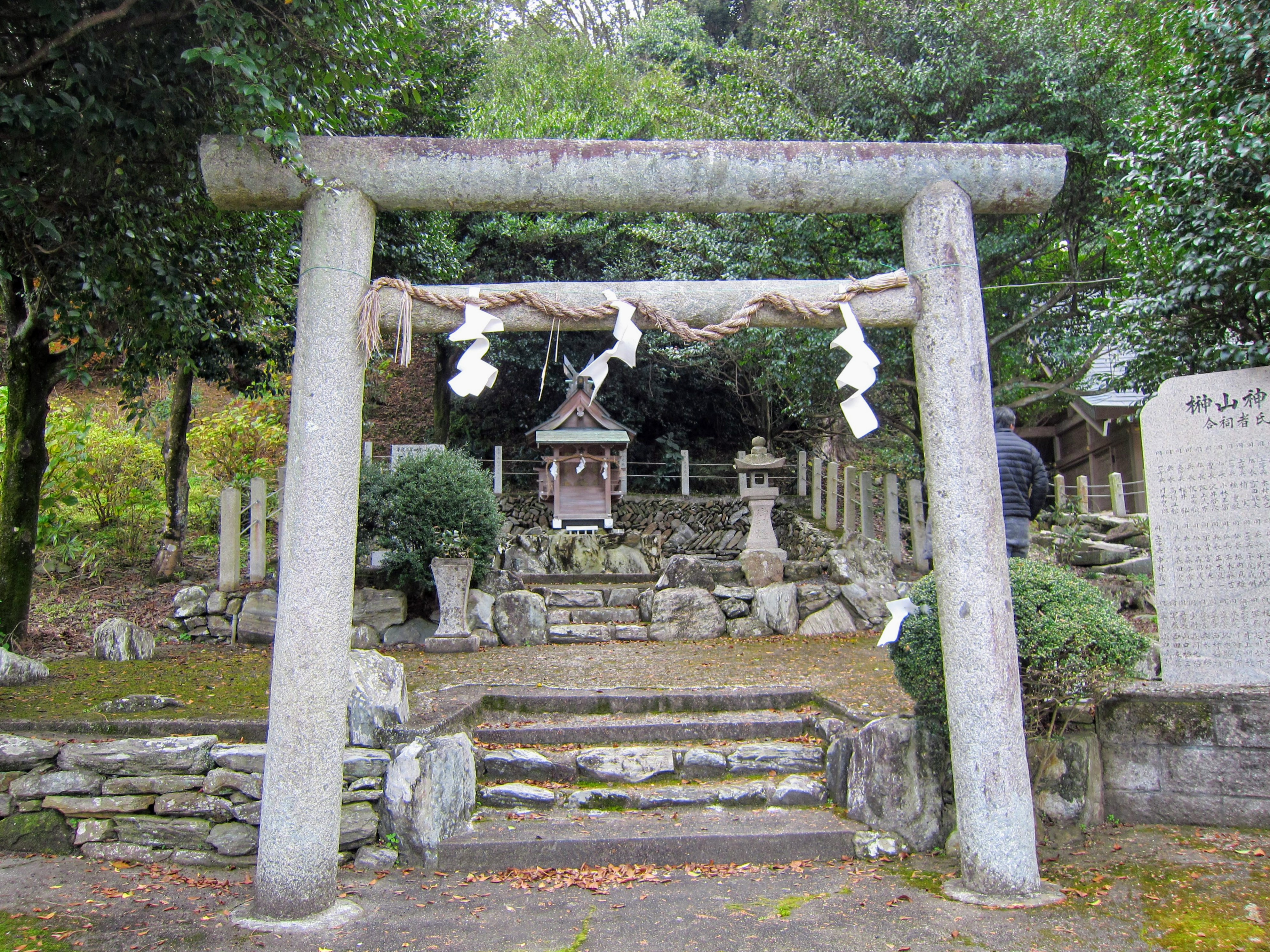
榊山神社

### 若力大神社
境内地後方の榊山山頂の小祠に若力大神を祀る。

## 元宮・鎌八幡宮、諏訪明神社
丹生酒殿神社へ合祀される前に兄井村（現、和歌山県伊都郡かつらぎ町大字兄井）に鎮座していた鎌八幡宮、諏訪明神社は、丹生酒殿神社へ合祀後荒れていたが、両社は地域住民の有志により再興されている。元宮の鎌八幡宮も丹生酒殿神社の鎌八幡宮同様に、無病息災、子宝や安産祈願、受験等、諸々のポジティブな願掛けのみに御利益がある。
1995年（平成7年）に社を再建、長野県・諏訪大社より御神体を迎え、正遷宮を行い諏訪明神社を再再興また境内にあった櫟樫（イチイガシ）の木を御神木とし、て域住民一同で鎌を奉献（刺す）し、鎌八幡宮信仰も復活させ、元宮の鎌八幡宮として再再興されている。

再興された元宮の鎌八幡宮と諏訪明神社（かつらぎ町大字兄井）
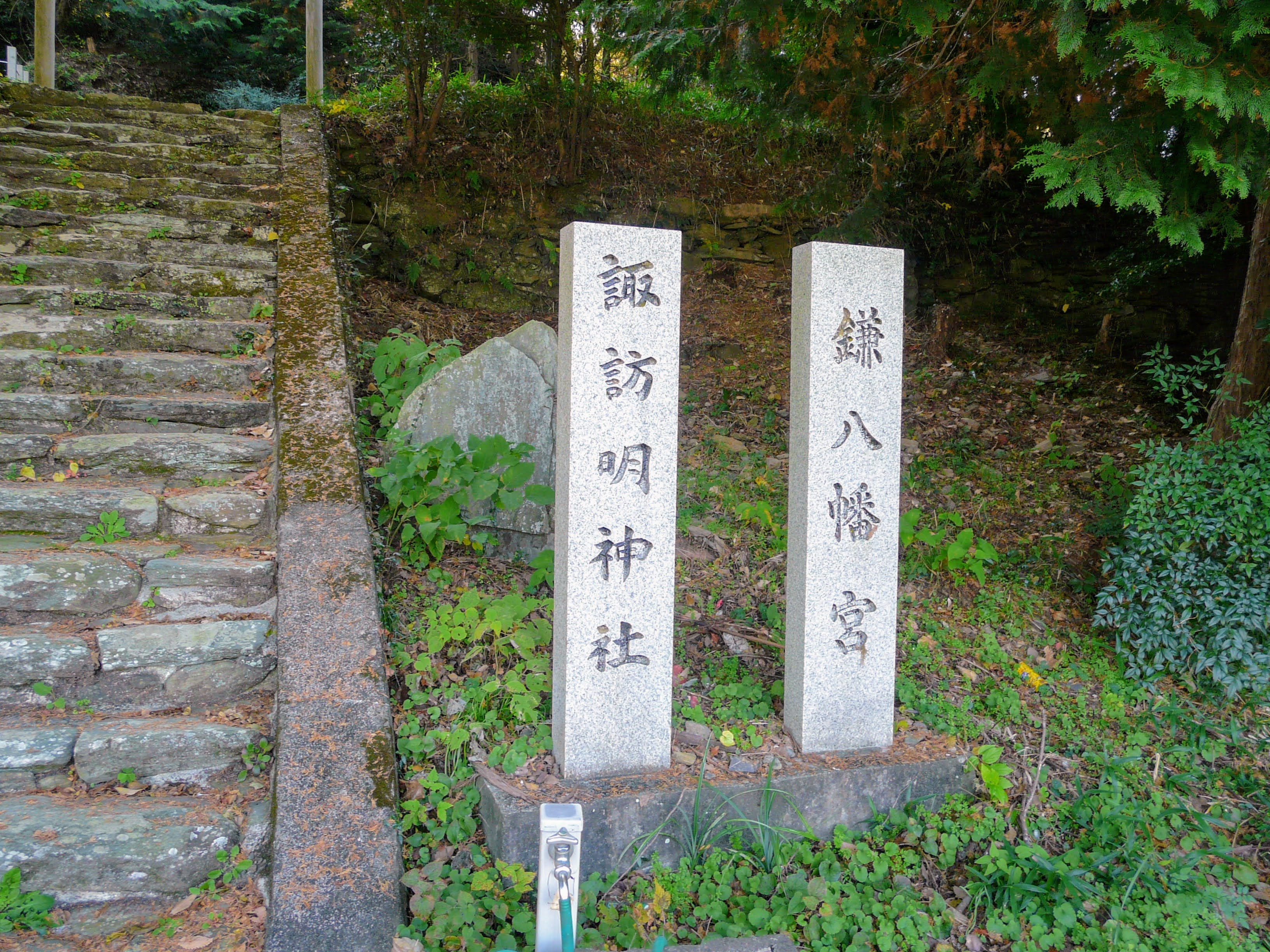
元宮の鎌八幡宮と諏訪明神社社号標
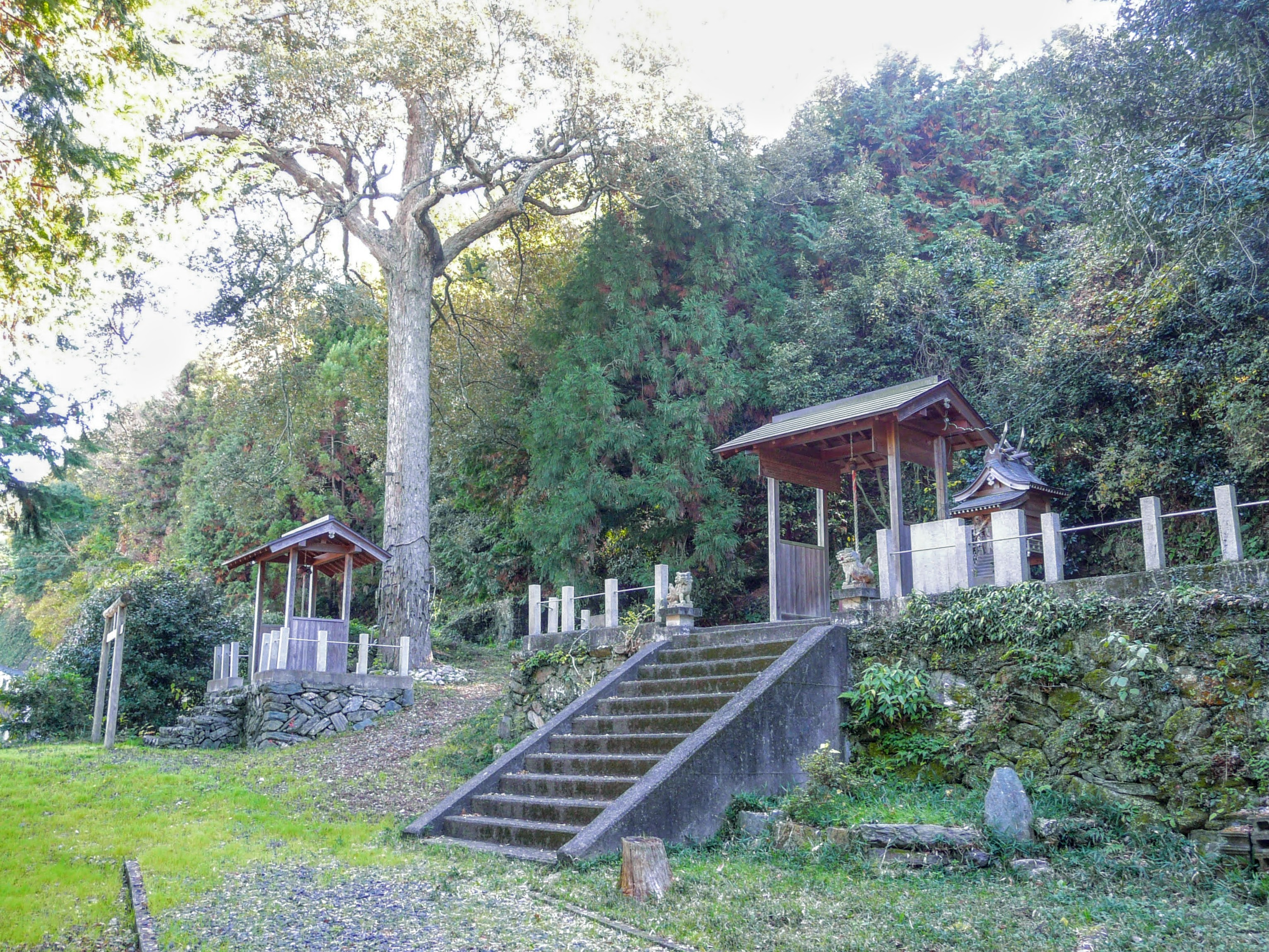
元宮の諏訪明神社（右）と鎌八幡宮（左）
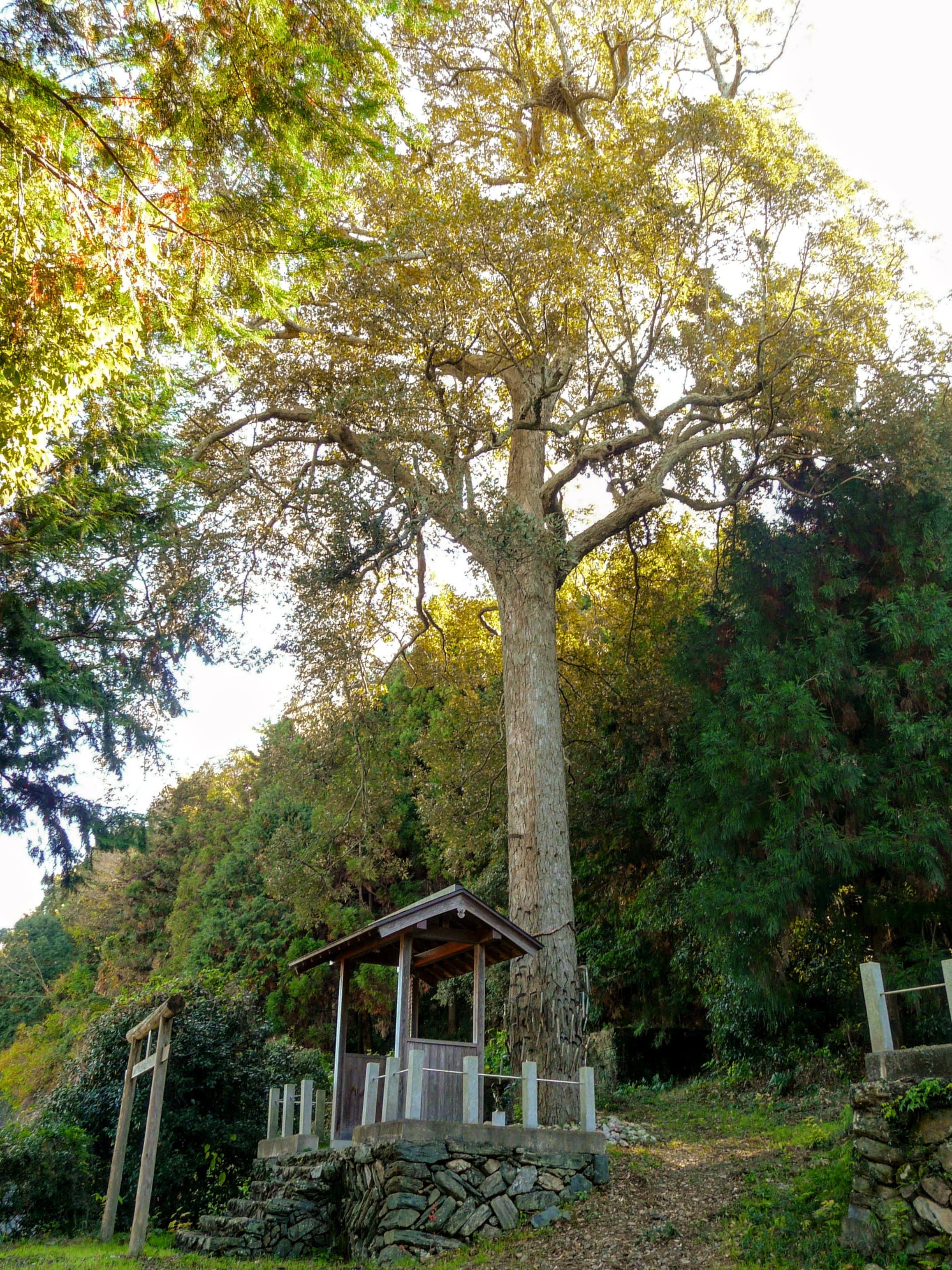
元宮の鎌八幡宮と御神木
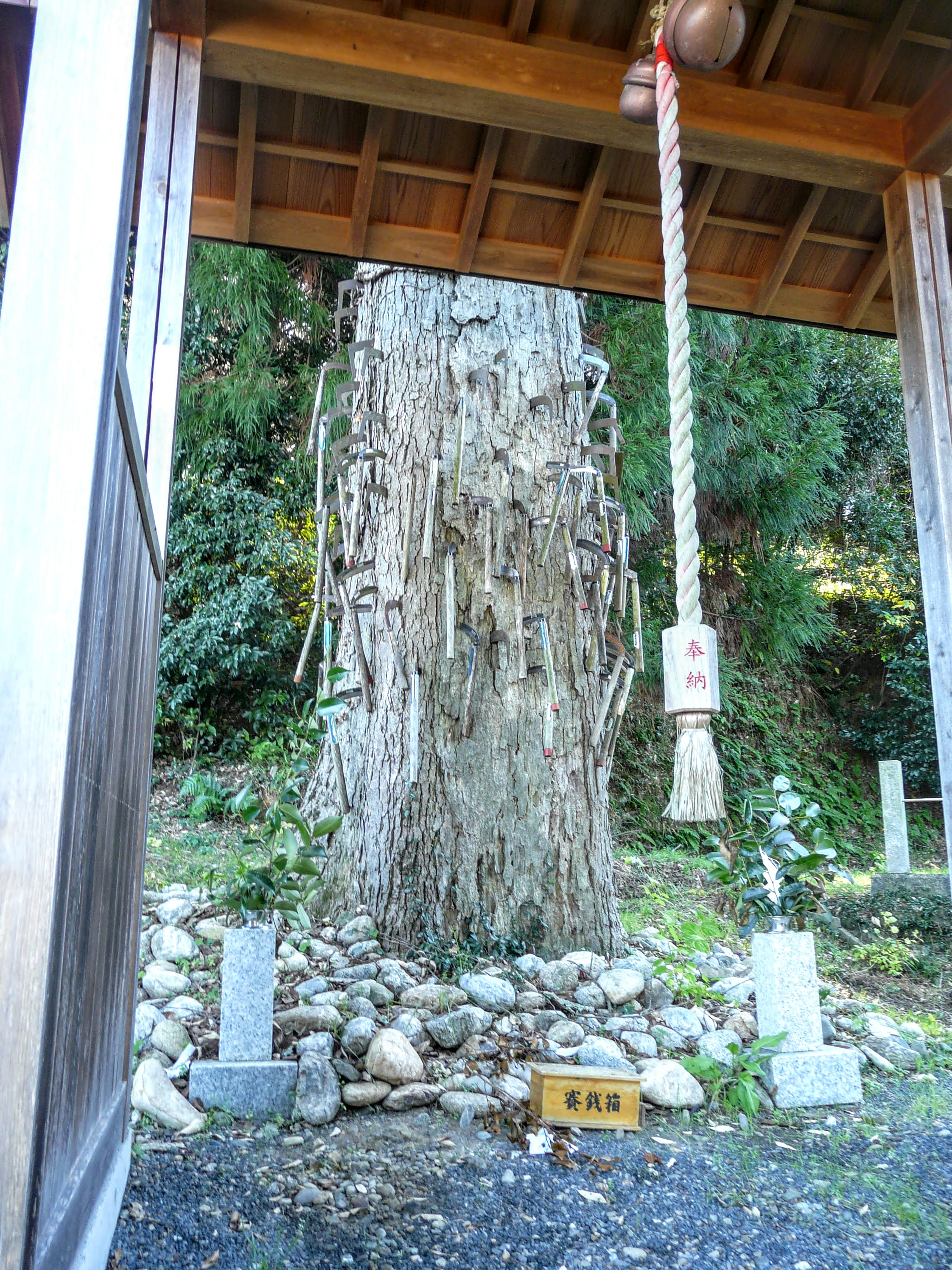
鎌が奉献された元宮の鎌八幡宮御神木

## 竈門明神社
丹生酒殿神社の境内社ではないが、丹生酒殿神社と同じ三谷地区にあり、祭神は丹生酒殿神社と関係が深く、「酒殿」の名の由来にもなり、また丹生都比売神社とも関連が深い神社のため、ここに記述する。
- 祭神 - 竈門明神
丹生都比売大神が降臨した榊山の地主神である[7]。

丹生都比売大神が降臨の際に、煮炊きをして御供を奉じたとされ、またその時に、竈門明神が酒を造り初めて神前に供えたとされる。竈門明神の名は、御供の煮炊きで使った「かまど」に由来するとされる。
丹生都比売神社との関わりも深く、紀伊続風土記によると、丹生都比売神社神職が代替わりなどで、初めて神社に入る場合、紀の川で祓をし100日間当社に参詣し幣帛を捧げた。また丹生都比売神社惣神主も代替わり時に、当社で初めて装束を着てから神職に任じられたと記されている。「三谷村酒殿の大明神由緒並びに竈門屋敷境内目録帳」、及び「紀伊続風土記」によると、空海を高野山へ導いたとされる狩場明神が生まれたところに鎮座し、その産湯を温めた「かまど」が「竈門」の名の由来との説があると記されている。しかし紀伊続風土記には、根拠は書かれていないが、その説は恐らく誤りであるとも記されている。

## 文化財

### 史跡
指定年月日：2015年10月7日(平成27)。国の史跡に指定されている。
国の史跡「高野参詣道」を構成する史跡の一部として、「三谷坂」（丹生酒殿神社を含む）が指定されている。
※1997年3月6日に「高野山町石道」が史跡指定されたが、2015年10月7日(平成27)に、三谷坂（丹生酒殿神社を含む）、京大坂道不動坂、黒河道、女人道が追加指定された。その際に、指定名称が「高野山町石道」から「高野参詣道」に、構成資産の高野山町石道は「町石道」に名称変更された。

### 天然記念物
境内の大銀杏が、かつらぎ町の天然記念物に指定されている。
指定年月日：2017年(平成29年)4月27日、指定名称「丹生酒殿神社の大銀杏」

### その他社宝
- 巡寺八幡の様子を描いた大絵馬：江戸時代末に高野三方の行人方の僧が奉納したもので、巡寺八幡の様子を描いた希少な資料であり、元宮の鎌八幡宮で保管されていた[5]。
- 熊手：高野山で行われていた巡寺八幡の祭神の一つの熊手だが、神仏分離により元宮の鎌八幡宮で保管されていた[5]。

上記2点は、兄井村の鎌八幡宮が丹生酒殿神社へ合祀されたときに、丹生酒殿神社へ移された。

## 世界遺産
2016年（平成28年）に、丹生酒殿神社を含む「三谷坂」は、「高野参詣道」の一部として、世界遺産「紀伊山地の霊場と参詣道」の構成資産に追加登録されている。
かつての高野参詣道の一つの三谷坂は、丹生酒殿神社から丹生都比売神社を経て、高野山町石道に合流し、高野山へ至る参詣道で、平安時代の高野山への表参道といわれ、丹生都比売神社の神主や勅使の道とされた。
※2004年7月に「高野山町石道」がユネスコの世界遺産『紀伊山地の霊場と参詣道』の構成資産の一部として登録されたが、2016年10月24日に、三谷坂（丹生酒殿神社含む）、京大坂道不動坂、黒河道、女人道が追加指定された際、登録名称が「高野山町石道」から「高野参詣道」に、構成資産の高野山町石道は「町石道」に名称変更された。